# Politička ljevica
Ljevica predstavlja opći pojam kojim se označavaju politički pokreti,  političke stranke i političke ideje koje pripadaju političkom spektru ljevice.
Opći ciljevi ljevice obično su društvena jednakost, egalitarizam, radnička prava i demokratizacija, s čestim naglaskom protiv nevoluntarnih hijerarhija. Tipično zagovara brigu o skupinama koje su potlačene naspram drugih u društvu kroz ublažavanje ili rješavanje nepravednih nejednakosti.
Termini Ljevica i Desnica nastaju tijekom Francuske revolucije (1789. – 1799.), a odnosi se na raspodjelu sjedala u Skupštini Generalnih staleža. Oni koji su sjedili na lijevoj strani, republikanci, protivili su se monarhiji i podržavali revoluciju, uključujući i formiranje republike, dok su na desnici podržavali tradicionalne institucije Ancien Régimea, tj. Starog poretka. Termin ljevica počinje biti korišten restauracijom Francuske monarhije 1815. godine.
Termin se koristi za mnoge pokrete, pogotovo republikanizam tijekom Francuske revolucije, proljeća naroda, pa onda za socijalizam, koji uključuje anarhizam, marksizam, socijaldemokraciju i brojne druge teorije, u 19. i 20. stoljeću. Od tada se ljevica koristi za širok pojas pokreta i ideja, uključujući pokrete za građanska prava, feminističke pokrete, proturatne prosvjede i environmentalizam, i niz političkih stranaka. Profesor ekonomije Barry Clark tvrdi: "ljevičari smatraju da ljudski razvoj napreduje kada se individualci uključe u kooperativne, međusobno sporazumne odnose koji bujaju tek kada se pretjerane razlike u statusu, moći i bogatstvu eliminiraju."
Obilježja suvremene i nove ljevice za umanjenje nepravda koje stvara ekonomski kapitalizam:
- Na razini poduzeća to znači razvijanje mehanizama demokracije na radnom mjestu;

- Na razini ekonomije to znači razvijanje društvene i demokratske koordinacije umjesto slijepe tržišne proizvodnje;

- Na razini državnih institucija to znači širenje predstavničkog tipa demokracije s mehanizmima izravne demokracije (npr. participativni proračun, opoziv zastupnika i gradonačelnika, itd.);

- Na razini društva to znači borba protiv svakog oblika podređenosti i iskorištavanja, naročito borba protiv diskriminacije na osnovi rase, spola, seksualne orijentacije, nacionalne ili etničke pripadnosti, svjetonazora, hendikepa, pripadnosti manjinskoj zajednici i sl.;

- U odnosu na okoliš to znači usklađivanje gospodarstva u skladu s nosećim i obnovljivim sposobnostima okoliša, te s uvođenjem ekološki prihvatljivih tehnologija.

Pristaše suvremene i nove ljevice se zalažu za internacionalizam, umanjenje i prevazilaženje nepravdi koje stvara svjetski kapitalizam, pa se vezuju uz napredne pokrete i stranke iz cijelog svijeta. Borba obuhvata svjetski anti-kapitalistički pokret, kojeg čine različiti radnički i sindikalni pokreti, pokreti za ljudska i manjinska prava i slobode, te suvremene ljevičarske stranke, organizacije i pojedinci.
Napredni pokreti obično se organiziraju na dva načina. Organiziraju se kao stranke koje žele dobiti demokratsku političku moć i djelovati kao anti-sistemska vlast, ali i kao pokreti koji se bore za nadilaženje sustava bez želje za preuzimanjem političke vlasti. Obje strategije su značajne: oni koji djeluju odozdo, i nadilaze dosadašnje društvene odnose, i oni koji u formalnom političkom prostoru mijenjaju politike odozgo.
Termin suvremena ljevica, nova ljevica ili demokratska ljevica koristi se i kao sinonim za različite anti-autoritarne socijalističke i neo-marksističke pokrete, organizacije i stranke, ali se pridjev "demokratski" koristi za razlikovanje demokratskih ljevičara od boljševizma 20. stoljeća i marksističko-lenjinističkog modela izgradnje socijalizma, koji se smatra nedemokratskim i autoritarnim, te iskrivljenjem plemenite ideje socijalne pravde.
Načelna obilježja suvremene i nove ljevice su: anti-autoritarnost i demokratičnost; anti-kapitalizam; anti-militarizam; sekularizam i anti-klerikalizam; internacionalizam i anti-nacionalizam.